# Dryzki (1907)

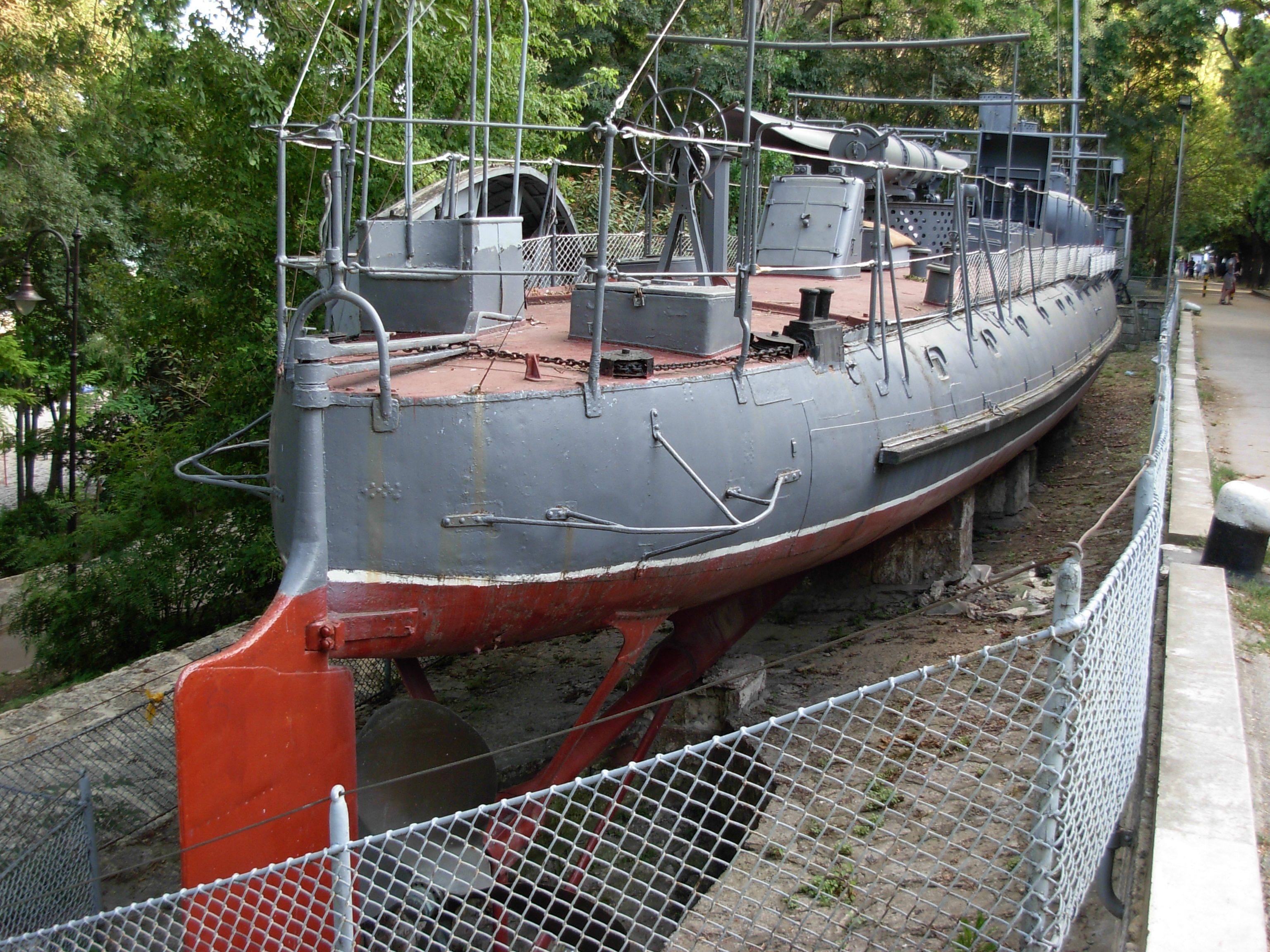
„Dryzki” od rufy

Dryzki (bułg. Дръзки) – bułgarski torpedowiec, główny okręt typu Dryzki, który odznaczył się podczas pierwszej wojny bałkańskiej (1912–1913) i dotrwał w służbie do drugiej wojny światowej. Obecnie drugi torpedowiec tego typu o nazwie „Strogi” jest zachowany w Warnie jako okręt muzeum „Dryzki”.

## Historia
„Dryzki” był jednym z serii sześciu torpedowców, zamówionych przez bułgarską marynarkę wojenną we francuskich zakładach Schneider et Cie w Chalon-sur-Saône. Okręty te zostały zbudowane we Francji, a następnie przetransportowane w częściach do Bułgarii, gdzie zostały wykończone i zwodowane w Warnie. „Dryzki”, „Smeli” i „Chrabri” zostały zamówione 24 lutego 1904, wysłane do Bułgarii w kwietniu 1905, wodowane 23 sierpnia 1907 i wcielone do służby 5 stycznia 1908.
Bułgarskie torpedowce były pierwszymi pełnowartościowymi okrętami bułgarskiej marynarki, po kanonierce torpedowej „Nadeżda” i przez dłuższy czas stanowiły trzon floty Bułgarii. Pierwszym konfliktem, w jakim wzięły udział, była I wojna bałkańska 1912–1913. W jej trakcie podejmowały kilka bezskutecznych prób ataków torpedowych na tureckie okręty atakujące bułgarskie wybrzeże. Wieczorem 20 listopada 1912 „Letjaszti”, „Smeli”, „Strogi” i „Dryzki” zostały wysłane z Warny w celu przechwycenia dwóch egipskich statków transportowych, pod dowództwem kapitana II rangi Dimitra Dobrewa na „Letjasztym”. „Dryzki” był dowodzony przez miczmana Georgi Kupowa. Po północy 21 listopada zespół natknął się na turecki krążownik pancernopokładowy „Hamidiye” w eskorcie torpedowca  „Berk Efşan” i niszczyciela „Yarhisar” około 32 mile morskie od Warny. O godzinie 0:43 bułgarskie okręty przystąpiły do ataku w szyku torowym, odpalając po jednej torpedzie, pierwszy „Letjaszti”. Pierwsze trzy okręty nie trafiły, lecz „Dryzki”, będąc ostatnim okrętem, odpalił torpedę z odległości ok. 100 m, która trafiła „Hamidiye” w prawą burtę, uszkadzając go. Następnie, bułgarskie okręty uniknęły kontrataku kontrtorpedowców i powróciły do Warny. Akcja ta była największym sukcesem w dziejach małej marynarki bułgarskiej.
Bułgarskie torpedowce nie brały aktywnego udziału w działaniach drugiej wojny bałkańskiej. Wzięły następnie udział w I wojnie światowej. Pod koniec 1916 okręty zmodyfikowano do przenoszenia 6 min. „Dryzki” wraz z trzema pozostałymi w służbie torpedowcami został zmodernizowany w 1934. W 1936 otrzymał literę rozpoznawczą Д na dziobie. Podczas II wojny światowej, torpedowce, będąc już przestarzałe, były używane jako patrolowce i do eskorty konwojów przybrzeżnych.
15 października 1942 na „Dryzkim” wybuchł proch na skutek niezachowania ostrożności i okręt zatonął w porcie warneńskim. Został następnie podniesiony i wyremontowany. W 1954 został wycofany i przekształcony na ćwiczebny okręt-cel. Przed 45. rocznicą storpedowania „Hamidye” zdecydowano upamiętnić ten najsłynniejszy okręt w historii bułgarskiej floty, lecz w tym czasie „Dryzki” był już pocięty na części do złomowania. Ostatecznie komin, działo i drobniejsze części „Dryzkiego” zamontowano na bliźniaczym okręcie „Strogi”, który, 21 listopada 1957, w rocznicę storpedowania „Hamidiye”, wystawiono na lądzie do zwiedzania jako eksponat Muzeum Marynarki Wojennej w Warnie – okręt muzeum „Dryzki”.
W polskiej literaturze nazwa ta jest często nieprawidłowo transkrybowana jako „Derski”.

## Dane techniczne
- wyporność: 97 t
- wymiary:
  - długość: 38 m
  - szerokość: 4,4 m
  - zanurzenie 2,6 m
- siłownia: 2 kotły parowe, 1 pionowa maszyna parowa potrójnego rozprężania o mocy indykowanej 1900 KM; 1 śruba napędowa[5]
- prędkość maksymalna: 26 węzłów
- zasięg: 500 Mm
- zapas paliwa: 10,5 t węgla
- załoga: 23-30

uzbrojenie
- początkowo:
  - 2 działa kalibru 47 mm Schneider (na burtach)
  - 3 wyrzutnie torpedowe 450 mm (1xI, 1xII – jedna stała na dziobie, jedna podwójna obrotowa na pokładzie)

- od 1934:
  - 2 działa kalibru 47 mm Schneider (na dziobie i rufie)
  - 2 karabiny maszynowe 7,92 mm Maxim MG-08 (na burtach)
  - 2 wyrzutnie torpedowe 450 mm (1xII – podwójna obrotowa na pokładzie)